# Lou Amundson
Louis Gabriel "Lou" Amundson (Ventura, California, 7 de diciembre de 1982) es un exbaloncestista estadounidense, profesional durante doce temporadas, diez de ellas en la NBA. Con 2,06 metros de estatura, jugaba en la posición de ala-pívot.

## Carrera

### Universidad
Amundson jugó en la Universidad de Nevada Las Vegas, donde disputó 120 partidos, 68 como titular, y promedió 7.2 puntos, 5.6 rebotes y un tapón, lanzando por encima del 50% en tiros de campo en las cuatro temporadas que pasó en los Rebels. Es el único jugador en la historia de la Mountain West Conference en realizar dos partidos en su carrera por encima de los 20 puntos y 20 rebotes (22-21 ante Hawái y 22-22 ante Auburn).

### NBA
Tras no ser elegido en el Draft de la NBA de 2006, fue contratado por Sacramento Kings como agente libre, jugando la Toshiba Vegas Summer League de 2006 y promedió 10.4 puntos y 7.8 rebotes en 5 partidos. En la temporada regular, disputó un partido con Utah Jazz, jugando 2 minutos, y 10 con Philadelphia 76ers, promediando 1.6 puntos y 2.8 rebotes en 8.7 minutos de juego. Fue asignado a Colorado 14ers de la D-League, donde firmó 11.1 puntos (56.3% en tiros de campo), 7.6 rebotes y 2.48 tapones en 25 minutos por partido. Fue nombrado en el mejor quinteto de la liga y galardonado con el Rookie del Año. En agosto de 2008 firma contrato por Phoenix Suns, tras convencer a los técnicos del equipo en la Liga de Verano disputada en Las Vegas.
El 13 de septiembre de 2010, firmó como agente libre con Golden State Warriors. El 19 de diciembre de 2011, Amundson fue traspasado a Indiana Pacers a cambio de Brandon Rush.
El 24 de septiembre de 2012, fichó por Minnesota Timberwolves.
[actualizar]

### Asia y retirada
[actualizar]

## Estadísticas de su carrera en la NBA

### Temporada regular
| Año     | Equipo       | PJ  | PT | MPP  | %TC  | %3P  | %TL  | RPP | APP | ROB | TPP | PPP |
| ------- | ------------ | --- | -- | ---- | ---- | ---- | ---- | --- | --- | --- | --- | --- |
| 2006-07 | Utah         | 1   | 0  | 2.0  | .000 | .000 | .000 | .0  | .0  | .0  | .0  | .0  |
| 2006-07 | Philadelphia | 10  | 0  | 8.7  | .400 | .000 | .400 | 2.8 | .1  | .1  | .8  | 1.6 |
| 2007-08 | Philadelphia | 16  | 0  | 4.0  | .500 | .000 | .286 | .8  | .0  | .1  | .1  | 1.1 |
| 2008-09 | Phoenix      | 76  | 0  | 13.7 | .536 | .000 | .442 | 3.6 | .4  | .4  | .9  | 4.2 |
| 2009-10 | Phoenix      | 79  | 0  | 14.8 | .551 | .000 | .545 | 4.4 | .4  | .3  | .9  | 4.7 |
| 2010-11 | Golden State | 46  | 7  | 15.0 | .454 | .000 | .391 | 4.0 | .4  | .3  | .7  | 4.3 |
| 2011-12 | Indiana      | 60  | 0  | 12.6 | .430 | .000 | .427 | 3.7 | .2  | .5  | .7  | 3.6 |
| 2012-13 | Minnesota    | 20  | 0  | 8.1  | .368 | .000 | .200 | 2.4 | .2  | .4  | .3  | 1.6 |
| 2012-13 | Chicago      | 1   | 0  | 2.0  | .000 | .000 | .000 | 1.0 | .0  | .0  | .0  | .0  |
| 2012-13 | New Orleans  | 18  | 0  | 11.6 | .429 | .000 | .500 | 3.2 | .4  | .5  | .3  | 2.4 |
| 2013-14 | New Orleans  | 18  | 0  | 10.2 | .500 | .000 | .250 | 3.1 | .3  | .5  | .6  | 2.1 |
| 2013-14 | Chicago      | 1   | 0  | 1.0  | .000 | .000 | .000 | .0  | .0  | .0  | .0  | .0  |
| 2014-15 | Cleveland    | 12  | 0  | 6.6  | .333 | .000 | .600 | 1.7 | .4  | .1  | .0  | .9  |
| 2014-15 | New York     | 41  | 35 | 20.9 | .432 | .000 | .463 | 6.0 | 1.6 | .5  | 1.3 | 6.0 |
| 2015-16 | New York     | 29  | 0  | 7.0  | .358 | .000 | .519 | 1.7 | .4  | .2  | .2  | 1.8 |
| Total   | Total        | 428 | 42 | 12.9 | .474 | .000 | .444 | 3.6 | .4  | .4  | .7  | 3.7 |

### Playoffs
| Año   | Equipo       | PJ | PT | MPP  | %TC  | %3P  | %TL  | RPP | APP | ROB | TPP | PPP |
| ----- | ------------ | -- | -- | ---- | ---- | ---- | ---- | --- | --- | --- | --- | --- |
| 2008  | Philadelphia | 2  | 0  | 5.0  | .500 | .000 | .500 | 3.5 | .0  | .0  | .0  | 2.5 |
| 2010  | Phoenix      | 16 | 0  | 12.1 | .528 | .000 | .429 | 3.5 | .1  | .4  | .4  | 2.9 |
| 2012  | Indiana      | 11 | 0  | 8.5  | .522 | .000 | .500 | 2.1 | .2  | .2  | .5  | 2.5 |
| Total | Total        | 29 | 0  | 10.3 | .524 | .000 | .448 | 3.0 | .1  | .3  | .4  | 2.7 |

## Vida personal
Es hijo de Dave Amundson y Eloise Berg, y tiene una hermana llamada Alena.